# Tom Roses Pond (noord)
Tom Roses Pond is een meer in de Canadese provincie Newfoundland en Labrador. Het meer heeft een oppervlakte van 2,8 km² en bevindt zich op het Great Northern Peninsula, in het uiterste noorden van het eiland Newfoundland.

## Geografie

### Topografie
Tom Roses Pond is een van de grotere meren in het noordoosten van het Great Northern Peninsula. Het meer ligt 8 km ten zuidoosten van Main Brook en 9 km ten noordwesten van Croque. Het is bereikbaar via provinciale route 438, die langs de noord- en oostoever loopt. Tom Roses Pond is ruwweg ovaalvormig en heeft langs zijn noord-zuidas een lengte van 3 km en een maximale breedte van 1,7 km.

### Hydrografie
Het meer watert in het zuiden af via een naamloos riviertje. Dat riviertje gaat doorheen een naamloos meertje en mondt uiteindelijk na 2 km uit in een groot meer dat óók de naam Tom Roses Pond draagt. Het betreft dus twee vlak bij elkaar gelegen meren met dezelfde naam.

### Geologie
Het meer bevindt zich geologisch gezien op de grens van twee gebieden. Het ligt grotendeels in een Cambro-Ordovicisch terrein met siliciclastische en carbonate gesteenten, waaronder marmer. Het oostelijke gedeelte maakt echter deel uit van een allochtoon met zandsteen, schalie, siltsteen, conglomeraat en vulkanisch gesteente.